# آرت
ای‌آرتی یا آرت (به انگلیسی: Android RunTime)(مخفف انگلیسی: ART) نرم‌افزار جدیدی است که به صورت آزمایشی در نگارش ۴٫۴ سیستم‌عامل اندروید توسط شرکت گوگل عرضه شده‌است. این نرم‌افزار به‌صورت یک سکوی رایانش کار کرده و می‌تواند وظیفهٔ اجرای نرم‌افزارهای سیستم‌عامل اندروید را برعهده بگیرد. آرت، در نگارش ۵ اندروید، جایگزین ران‌تایم پیشین (یعنی دالویک) شده و استفاده از دالویک متوقف شده‌است.

## نحوه کار

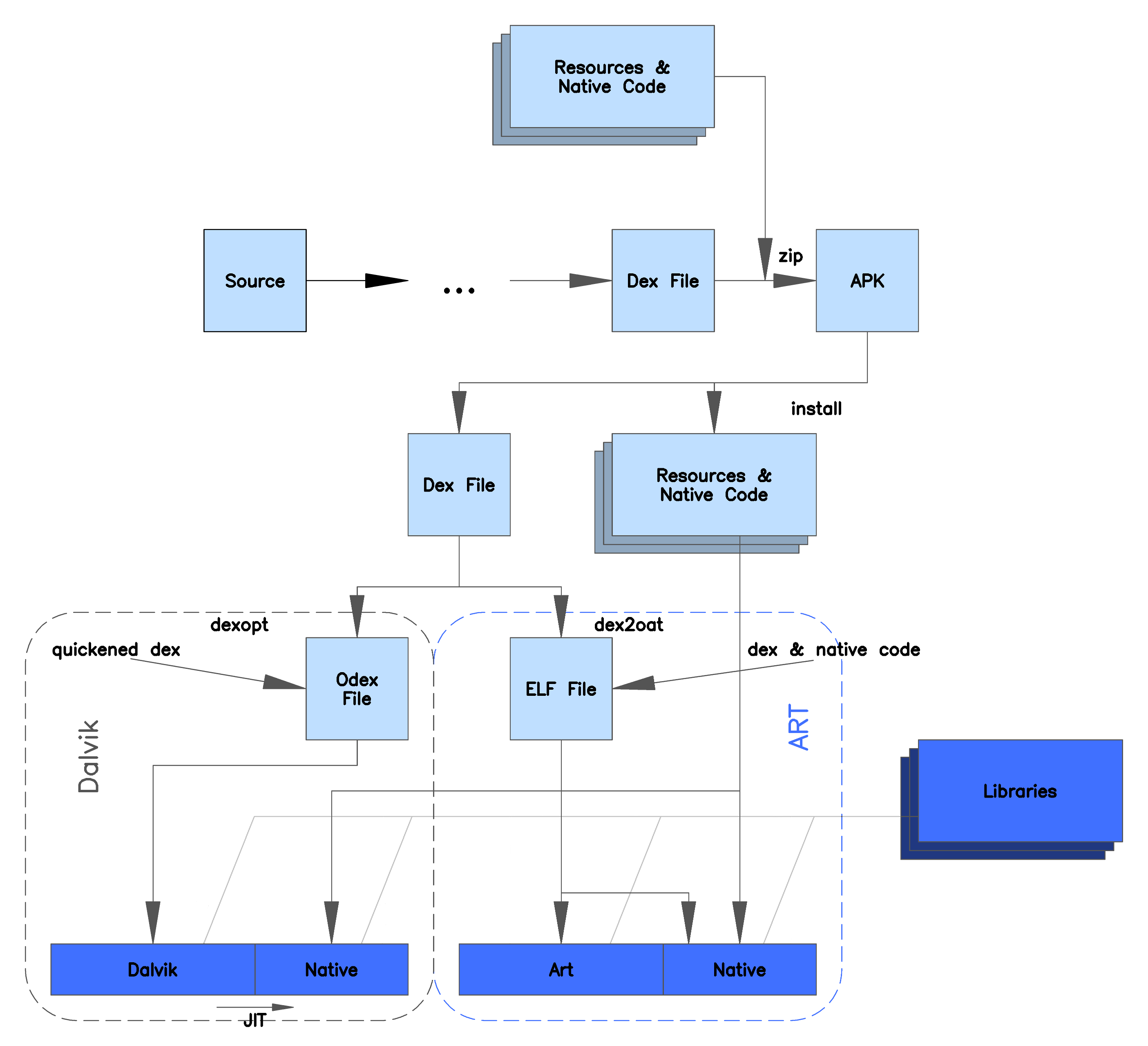
نمودار معماری ART

آرت به روشی کاملاً متفاوت از دالویک، نرم‌افزارها را اجرا می‌کند. در روش به‌کار رفته در دالویک، توسعه‌دهندگان فقط بخشی از کدهای هر اپلیکیشن را تولید می‌کنند و سپس کد تولیدی باید در هر بار اجرا روی دستگاه، از یک ران‌تایم عبور کرده و پس‌از تفسیر، اجرا شود. این روش بهینه نیست و در هر بار اجرا، کل منابع سخت‌افزاری را درگیر می‌کند، ولی در عوض امکان تولید آسان نرم‌افزار برای دستگاه‌ها و معماری‌های مختلف را می‌دهد.
اما آرت این رویه را تغییر داده‌است و در بار اولی که یک نرم‌افزار نصب می‌شود، کد بایتی (ByteCode) آن را به کد ماشین (MachineCode) تبدیل می‌کند تا در واقع آن نرم‌افزار به یک نرم‌افزار بومی (Native) تبدیل شود. برای نمونه، تصور کنید که مرورگر رایانه چطور با کشکردن صفحات وب، بارگذاری و گشودن دوبارهٔ آن‌ها را سریع‌تر می‌کند.
با این روش جدید که کامپایل جلوتر از زمان (Ahead-Of-Time یا AOT) نام دارد، نیاز به فعال‌سازی هر بارهٔ یک ماشین مجازی یا یک کد مفسر از بین خواهد رفت و اجرای اپلیکیشن‌ها بسیار سریع‌تر خواهد شد. طبق بررسی‌های اولیه، زمان بازشدن نرم‌افزارها به‌طور میانگین به نصف کاهش یافته، زمان پاسخگویی دستگاه سریع‌تر شده و عمر باتری آن نیز بالا رفته‌است.

## معایب
ران‌تایم جدید اندروید معایبی دارد که می‌توان به افزایش نسبی زمان اولیه برای نصب هر نرم‌افزار و همچنین افزایش فضای مورد نیاز برای ذخیره‌سازی نرم‌افزارها را اشاره کرد.